# My Golden Blood
My Golden Blood (เลือดนายลมหายใจฉัน) é uma série de televisão tailandesa de drama romântico e fantasia de 2025 estrelada por Way-Ar Sangngern (Joss) e Gawin Caskey (Fluke). Dirigida por Saroj Kunatanad (Ark) e produzida pela GMMTV e Matching Max Solutions, esta série foi anunciada no evento "UP&ABOVE PART1" da GMMTV em 17 de outubro de 2023. A série estreou na GMM 25 em 12 de março de 2025.

## Sinopse
Antes de conhecer Tong (Fluke Gawin), que lhe dá uma razão para viver, Mark (Joss Way-Ar), um vampiro, busca o sentido da existência há décadas. Mas os vampiros não conseguem resistir ao sangue raro e potente de Tong, então, além de manter Tong a salvo de outros vampiros, Mark precisa lutar contra seu próprio desejo e equilibrar instinto e amor.

## Elenco

### Principal
- Way-Ar Sangngern (Joss)[4] como Mark Amarittrakul / Mark Jensen
- Gawin Caskey (Fluke)[5] como Tong

### Recorrente
- Apasiri Nitibhon (Um) como Thara Amarittrakul
- Tanutchai Wijitvongtong (Mond) como Nakan Amarittrakul
- Trai Nimtawat (Neo) como Tonkla (amigo de Tong)
- Janya Thanasawangkul (Ya) como Wan, dona da floricultura
- Panadda Ruangwut como Nuan
- Napapat Sattha-atikom (Chelsea) como Pupae, gerente do time de basquete
- Chayapol Jutamas (AJ) como Dome, jogador de basquete

### Convidado
- Saranbhorn Praditsan (Merview) com Meena (sem créditos) (Ep. 1)

## Trilha sonora
| Ano  | Título   | Artista          | Produtor                                           | Gravadora     |
| ---- | -------- | ---------------- | -------------------------------------------------- | ------------- |
| 2025 | Closer   | Gawin Caskey     | SIN                                                | GMMTV Records |
| 2025 | Just You | Way-Ar Sangngern | Achariya Dulyapaiboon Chonlatas Chansiricharoengul | GMMTV Records |

## Lançamento
My Golden Blood estreou na GMM 25 em 12 de março de 2025 todas as quartas-feiras.
A série está disponível na plataforma de streaming GagaOOLala e iQIYI. Também está disponível no YouTube no canal GMMTV OFFICIAL.